# Roy Bourgeois
Roy Bourgeois (27 de enero de 1938 Lutcher, Luisiana) es un activista excatólico por la paz y por los derechos de la mujer, fundador del "Observatorio de la Escuela de las Américas" (SOA Watch) y ganador en 2005 del Premio de la Paz de Aquisgrán.

## Biografía
Estudió Geología en la Universidad del Suroeste de Luisiana, ahora Universidad de Luisiana en Lafayette. Entre 1963 y 1967 se desempeñó como oficial de la Marina durante la guerra de Vietnam y fue galardonado con el Corazón Púrpura concedido a los heridos en acción. 
Se unió a la orden misionera Maryknoll. En 1972 fue ordenado sacerdote y trabajó en la misión en Bolivia. A causa de su oposición al régimen del entonces dictador general Hugo Banzer, un graduado de la Escuela de las Américas, fue detenido y expulsado del país en 1977.
Después de que 1980 cuatro misioneras (incluyendo dos hermanas Maryknoll) habían sido violadas por escuadrones de la muerte de la Guardia Nacional de El Salvador y luego asesinadas, se convirtió en un crítico radical de la política exterior de Estados Unidos en América Latina. En 1990, fundó el Observatorio de la Escuela de las Américas (SOA Watch), cuyo objetivo es cerrar la Escuela, que desde 2001 se llama "Instituto del Hemisferio Occidental para la Cooperación en Seguridad" (WHINSEC). Tal objetivo lo busca SOA Watch a través de la protesta pacífica. Por su compromiso con los derechos humanos, Roy Bourgeois ha pasado desde 1980 cuatro años en cárceles de su país.
También se ha comprometido en la causa de la ordenación de mujeres en la Iglesia católica. A raíz de su participación en la ordenación de Janice Sevre-Duszynska en agosto de 2008, en una carta de la Congregación para la Doctrina de la Fe de la Santa Sede, del 21 de octubre de 2008, fue amenazado con la excomunión, si no se retractaba de su participación en la ordenación de mujeres, dentro de los 30 días siguientes. En una carta abierta del 7 de noviembre de 2008, Bourgeois explicó por qué no era posible que se retractara. El 4 de octubre de 2012, la Congregación para la Doctrina de la Fe decretó la exclusión de Roy Bourgeois del ejercicio del sacerdocio y su expulsión de la orden Maryknoll. Bourgeois respondió con una carta en la cual ratificó su rechazo al "pecado del machismo en la Iglesia". El 3 de diciembre siguiente el editorial del National Catholic Reporter expresó su apoyo a Bourgeois y a la campaña por la ordenación de las mujeres.